# Many (Moselle)
Many település Franciaországban, Moselle megyében. Lakosainak száma 251 fő (2022. január 1.). Many Arraincourt, Arriance, Herny, Holacourt, Mainvillers és Thicourt községekkel határos.

## Népesség
A település népességének változása:
| Lakosok száma | 171  | 170  | 237  | 248  | 264  | 286  | 259  | 251  | 238  | 251  |
|               | 1968 | 1982 | 1999 | 2006 | 2011 | 2015 | 2017 | 2018 | 2020 | 2022 |